# Adriano Giannini
Adriano Giannini (Roma, 10 maggio 1971) è un attore e doppiatore italiano.

## Biografia

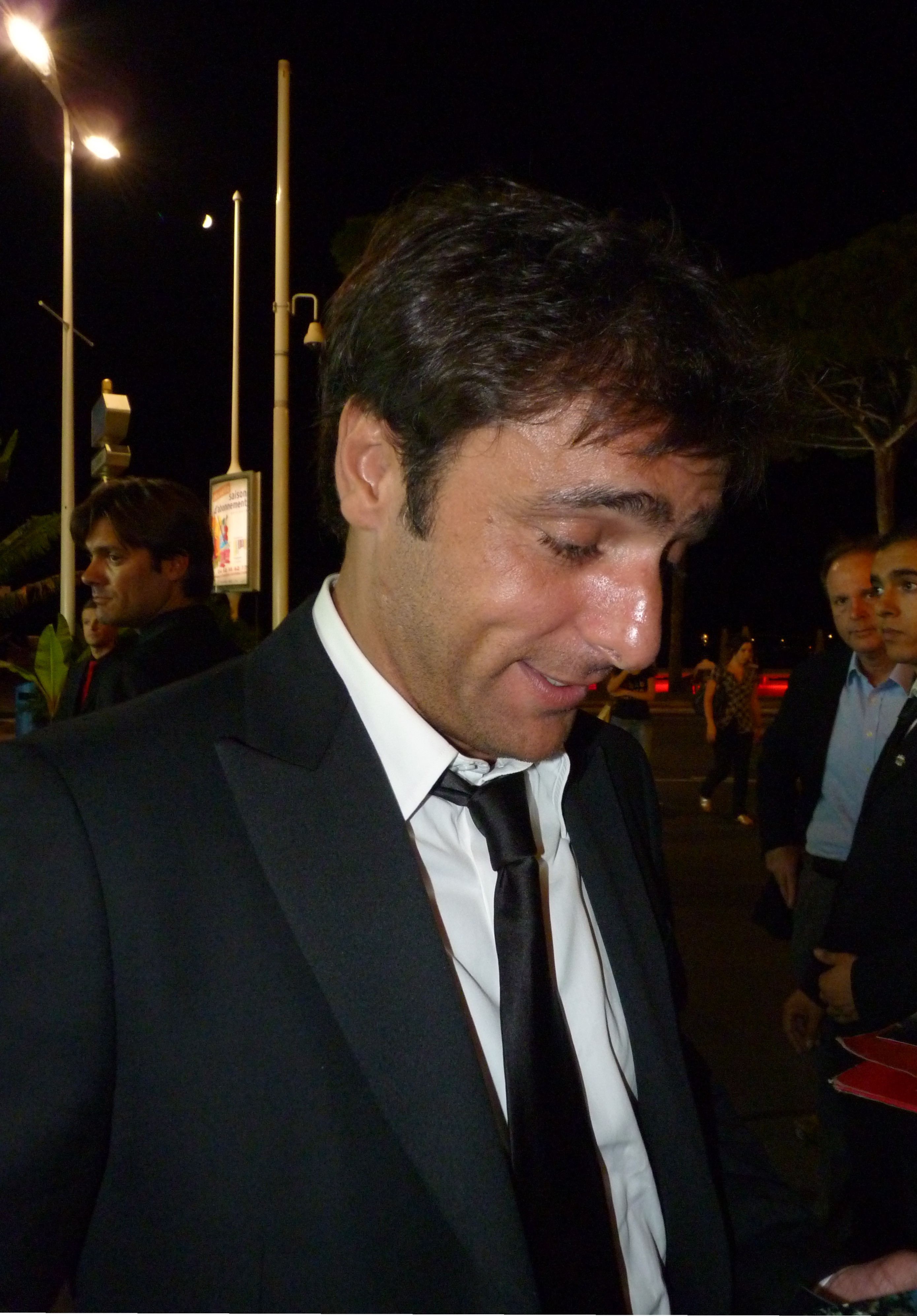
Adriano Giannini nel 2011

Figlio di Giancarlo Giannini e Livia Giampalmo, a 18 anni comincia a lavorare come aiuto operatore in Evelina e i suoi figli, film per la televisione diretto dalla madre e affianca, fra gli altri, Giuseppe Tornatore in Una pura formalità, Rob Cohen in Daylight - Trappola nel tunnel e Anthony Minghella ne Il talento di Mr. Ripley. Esordisce come attore nel lungometraggio Alla rivoluzione sulla due cavalli, diretto da Maurizio Sciarra nel 2001. L'anno successivo viene scelto per interpretare, accanto a Madonna, il ruolo che fu del padre nel remake del film di Lina Wertmüller Travolti da un insolito destino nell'azzurro mare d'agosto (1974), che viene diretto da Guy Ritchie ed esce nel 2003. La pellicola riscuote scarso successo e i protagonisti ricevono il Razzie Award alla peggior coppia. Nello stesso anno Giannini, che ha doppiato la propria parte di Travolti dal destino anche nell'edizione italiana e spagnola, viene infine convocato negli studi statunitensi della DreamWorks come doppiatore originale del film d'animazione Sinbad - La leggenda dei sette mari, in cui dà la voce al personaggio di Lercio (chiamato Rat in inglese e doppiato in italiano da Francesco Vairano).
Parallelamente ad altri ruoli in produzioni internazionali come Ocean's Twelve (2004) e Le 13 rose (2007), torna a recitare in Italia come protagonista in Stai con me (2004), diretto dalla madre Livia Giampalmo, per poi partecipare a Le conseguenze dell'amore di Paolo Sorrentino e Una talpa al bioparco di Fulvio Ottaviano, entrambi del 2004, e Nero bifamiliare (2007), opera prima di Federico Zampaglione. Lavora anche nelle miniserie televisive Luisa Sanfelice (2004), per la regia dei fratelli Taviani, 48 ore (2005) di Eros Puglielli, e recita nel film per la TV L'amore proibito (2007), diretto da Anna Negri. Il 10 febbraio 2006 ha interpretato la figura del "Principe rinascimentale" nel corso della Cerimonia di apertura dei XX Giochi olimpici invernali a Torino.
Dopo aver già prestato la voce all'attore in due precedenti interpretazioni, nel 2008 doppia Heath Ledger ne Il cavaliere oscuro, nel ruolo del Joker (personaggio interpretato in passato da Jack Nicholson e doppiato dal padre Giancarlo Giannini nel film Batman del 1989), ottenendo nel 2009 il Nastro d'argento al miglior doppiatore, dopo che l'anno precedente era stato premiato con il Leggio d'oro come rivelazione maschile dell'anno per la stessa interpretazione. In seguito doppia anche Eric Bana nel ruolo di Nero nel film Star Trek (2009), Christian Bale in The Fighter (2010) di David O. Russell, Tom Hardy in Revenant - Redivivo e Venom e Joaquin Phoenix in The Master, Joker e Napoleon.
Nel 2009 ha una parte nel film di Gabriele Muccino Baciami ancora, seguito de L'ultimo bacio. L'anno successivo dirige e scrive la sceneggiatura de Il gioco, il suo primo cortometraggio presentato al Festival di Venezia. Nel 2014 prende parte al film Una donna per amica, accanto a Fabio De Luigi e Laetitia Casta, mentre nel marzo 2015 è nel cast del film Ho ucciso Napoleone, accanto a Micaela Ramazzotti: la pellicola narra di una single in carriera sull'orlo di una crisi di nervi che, dopo essere stata licenziata perché incinta del suo capo, pianifica una vendetta. Nel 2017 interpreta Teo Moscone Il colore nascosto delle cose di Silvio Soldini, in cui è co-protagonista assieme a Valeria Golino e due anni dopo affianca Micaela Ramazzotti in Vivere di Francesca Archibugi. Nel 2024 partecipa alla serie Supersex vestendo i panni di Tommaso, il fratellastro di Rocco Siffredi.

## Vita privata
Dal 2019 è sposato con Gaia Trussardi, figlia di Nicola Trussardi.

## Filmografia

### Cinema
- Alla rivoluzione sulla due cavalli, regia di Maurizio Sciarra (2001)
- Travolti dal destino (Swept Away), regia di Guy Ritchie (2002)
- Stai con me, regia di Livia Giampalmo (2004)
- Le conseguenze dell'amore, regia di Paolo Sorrentino (2004)
- Una talpa al bioparco, regia di Fulvio Ottaviano (2004)
- Ocean's Twelve, regia di Steven Soderbergh (2004)
- Dolina, regia di Zoltán Kamondi (2007)
- Nero bifamiliare, regia di Federico Zampaglione (2007)
- Le 13 rose (Las 13 rosas), regia di Emiliano Martinez Lazáro (2007)
- Sandrine nella pioggia, regia di Tonino Zangardi (2008)
- Butterflies & Lightning, regia di Katherine Griffin (2009)
- La casa sulle nuvole, regia di Claudio Giovannesi (2009)
- Baciami ancora, regia di Gabriele Muccino (2010)
- Il principe del deserto (Black Gold), regia di Jean-Jacques Annaud (2011)
- Un matrimonio da favola, regia di Carlo Vanzina (2014)
- Una donna per amica, regia di Giovanni Veronesi (2014)
- Senza nessuna pietà, regia di Michele Alhaique (2014)
- La foresta di ghiaccio, regia di Claudio Noce (2014)
- Ambo, regia di Pierluigi Di Lallo (2014)
- Ho ucciso Napoleone, regia di Giorgia Farina (2015)
- Per amor vostro, regia di Giuseppe M. Gaudino (2015)
- Il colore nascosto delle cose, regia di Silvio Soldini (2017)
- Vivere, regia di Francesca Archibugi (2019)
- Lacci, regia di Daniele Luchetti (2020)
- Tre piani, regia di Nanni Moretti (2021)
- Adagio, regia di Stefano Sollima (2023)
- Sei fratelli, regia di Simone Godano (2024)
- Lonely Planet, regia di Susannah Grant (2024)
- Gioco pericoloso, regia di Lucio Pellegrini (2025)

### Televisione
- Luisa Sanfelice, regia di Paolo Taviani e Vittorio Taviani – miniserie TV (2004)
- 48 ore – serie TV (2006)
- Tigri di carta, regia di Eros Puglielli – miniserie TV (2008)
- L'isola dei segreti - Korè, regia di Ricky Tognazzi – miniserie TV (2009)
- L'ombra del destino, regia di Pier Belloni – miniserie TV (2011)
- L'amore proibito, regia di Anna Negri – film TV (2011)
- 6 passi nel giallo – serie TV, episodio Sotto protezione (2012)
- Missing – serie TV, 10 episodi (2012)
- In Treatment – serie TV, 60 episodi (2013-2016)
- The Cosmopolitans, regia di Whit Stillman – film TV (2014)
- Limbo, regia di Lucio Pellegrini – film TV (2015)
- Boris Giuliano - Un poliziotto a Palermo, regia di Ricky Tognazzi – miniserie TV (2016)
- Il coraggio di vincere, regia di Marco Pontecorvo – film TV (2017)
- Bang Bang Baby – serie TV (2022)
- Supersex – serie TV (2024)
- ACAB - La serie, regia di Michele Alhaique – serie TV (2025)

### Cortometraggi
- The Legend of Red Hand, regia di Stefano Sollima (2018) – spot Campari

## Doppiaggio

### Film
- Tom Hardy in Lawless, Revenant - Redivivo, Venom, Venom - La furia di Carnage, Spider-Man: No Way Home, Venom: The Last Dance
- Joaquin Phoenix in The Master, Maria Maddalena, Joker, Napoleon, Joker: Folie à Deux
- Heath Ledger in Paradiso + Inferno, Io non sono qui, Il cavaliere oscuro
- Christian Bale in The Fighter, Exodus - Dei e re, The Pale Blue Eye - I delitti di West Point
- Raz Degan in Centochiodi, Barbarossa
- Ryan Reynolds in Certamente, forse, Lanterna Verde
- Laz Alonso in Miracolo a Sant'Anna, Avatar
- Jude Law in Lemony Snicket - Una serie di sfortunati eventi
- Luke Bracey in G.I. Joe - La vendetta
- David Harbour in Hellboy
- Hugh Jackman in Australia
- Brad Pitt in The Counselor - Il procuratore
- Benicio del Toro in Star Wars - Gli ultimi Jedi
- Eric Bana in Star Trek
- Garrett Hedlund in On the Road
- James Franco in Notte folle a Manhattan
- Aaron Paul in Padri e figlie
- Corey Stoll in Midnight in Paris
- Henry Cavill in Basta che funzioni
- Joseph Fiennes in Il colore della libertà - Goodbye Bafana
- Josh Hartnett in Black Dahlia
- Steven Strait in 10.000 AC
- Carlos Ponce in L'isola delle coppie
- Fele Martínez in La mala educación
- Jordi Mollà in Il mercante di pietre
- Bokeem Woodbine in Edmond
- Alberto Roel in Habana Blues
- Pepe Viyuela in Spia + Spia - Due superagenti armati fino ai denti
- Roger Casamajor in Il labirinto del fauno
- Kieran O'Brien in The Road to Guantanamo
- Gad Elmaleh in Ti va di pagare?
- Konstantin Khabensky in I guardiani del giorno
- Anju Mahendru in The Dirty Picture

### Film d'animazione
- Lercio in Sinbad - La leggenda dei sette mari (doppiaggio in lingua originale inglese)[7]
- Metro Man in Megamind
- Mandrake in Epic - Il mondo segreto
- Jimmy Crystal in Sing 2 - Sempre più forte
- Lord Grigon in Elio

### Serie televisive
- Johannes Brandrup in Lo smemorato di Collegno, La ladra, Tutta la musica del cuore
- Cary Elwes in Giovanni Paolo II, la vita di un uomo che ha cambiato la storia dell'umanità
- Fritz Karl in Sissi
- Benjamin Sadler in Anna Karenina
- Matthew McConaughey in True Detective

### Serie animate
- Pat (1ª voce) in Pat & Stan

## Prosa radiofonica Rai
- I tre moschettieri di Alessandro Dumas padre, regia di Marco Parodi, trasmessa dal 2 febbraio al 27 febbraio 2004 in 30 puntate su Rai Radio 2[8]
- Il Graal - Un codice eterno, regia di Ugo Margio - sceneggiato (Rai Radio 2, 2005)

## Riconoscimenti
- David di Donatello
  - 2024 – Candidatura al miglior attore non protagonista per Adagio

- Nastro d'argento
  - 2002 – Premio Guglielmo Biraghi per Alla rivoluzione sulla due cavalli
  - 2007 – Miglior doppiaggio per Centochiodi (voce di Raz Degan)
  - 2009 – Miglior doppiaggio per Il cavaliere oscuro (voce di Heath Ledger)
  - 2010 – Regista del miglior cortometraggio per Il gioco
  - 2015 – Candidatura al miglior attore non protagonista per La foresta di ghiaccio e Senza nessuna pietà
  - 2015 – Premio Porsche 911 Targa - Tradizione e innovazione per La foresta di ghiaccio e Senza nessuna pietà
  - 2016 – Candidatura al miglior attore non protagonista per Per amor vostro

- Globo d'oro
  - 2012 – Candidatura al miglior attore per Sandrine nella pioggia

- Razzie Awards
  - 2002 – Candidatura al peggior attore per Travolti dal destino
  - 2002 – Peggior coppia per Travolti dal destino (condiviso con Madonna
- Premio Vincenzo Crocitti International 2024